# Dinah Washington
Pour les articles homonymes, voir Ruth Jones, Jones et Washington.
Ruth Lee Jones, connue sous le nom de scène de Dinah Washington, née le 29 août 1924 à Tuscaloosa (Alabama) et morte le 14 décembre 1963 à Détroit (Michigan), est une chanteuse et pianiste américaine de blues, de jazz et de gospel. Sa voix puissante et remplie d'émotion la fait surnommer « The Queen of the Blues » (« La Reine du blues »).
Dinah Washington demeure une source d'inspiration pour un grand nombre de chanteuses, notamment Etta James ou encore Aretha Franklin. Elle est intronisée en 1986 à l'Alabama Jazz Hall of Fame (en) et au Rock and Roll Hall of Fame en 1993.

## Biographie
Ruth Lee Jones -Dinah Washington-, commence à jouer du piano pour la chorale de l’église baptiste St. Luke . Elle chante également dans d'autres églises de Chicago, remporte un concours de chant, se produit avec Fats Waller en 1942 et l'année suivante, grâce à l'imprésario Joe Glaser (en), est engagée par Lionel Hampton chez qui elle reste jusqu'en 1946. 
C'est à cette époque qu'elle prend le nom de scène de Dinah Washington. Elle enregistre des blues avec Lucky Thompson en 1945 puis signe en 1946 avec la firme Mercury. Sa notoriété grandit rapidement par ses prestations à l'Apollo Theater sur la 125e rue à Harlem. Le grand succès commercial de ses disques fait d'elle une idole de la communauté noire et une personnalité qui compte dans la vie artistique de Harlem. Elle est propriétaire de plusieurs cabarets et dirige une agence de concerts.
Au milieu des années 1950, la qualité de son chant et de ses interprétations, associée à un exceptionnel sens musical, séduit de nombreux musiciens de jazz, parmi lesquels l’arrangeur Quincy Jones, les trompettistes Clifford Brown et Clark Terry, le saxophoniste Ben Webster, le pianiste Joe Zawinul ou encore le batteur Max Roach.
En 1959, Dinah Washington enregistre la chanson à succès What a Diff'rence a Day Makes puis chante avec Brook Benton. 

## Vie privée et mort
Dinah Washington a été mariée sept fois,,,, bien que, selon d'autres sources, elle ait eu six, huit ou neuf maris.
Elle meurt prématurément en 1963 d'une overdose de somnifères et d'alcool au sommet de sa gloire. Les funérailles ont lieu à l’Église baptiste Nouvelle Béthel .
Dinah Washington repose au Burr Oak Cemetery d'Alsip dans l’Illinois.

## Prix, distinctions et hommages
1959 : lauréate du Grammy Award pour son interprétation de What A Diff'rence A Day Makes,
1986 : elle est inscrite au Alabama Jazz Hall of Fame (en).
1993 : elle est inscrite au Rock and Roll Hall of Fame.
Un parc public de la ville de Chicago fut nommé Dinah Washington Park en hommage à la chanteuse.
Dinah Washington est incarnée par Mary J. Blige dans le film biographique sur Aretha Franklin, Respect (2021) de Liesl Tommy. Aretha Franklin enregistre en 1964 l'album Unforgettable: A Tribute to Dinah Washington, en mémoire de Dinah Washington.

## Discographie

### Standards enregistrés
| Année | Single                                               | US R&B Singles | US Pop Singles | Album                         |
| 1955  | I Concentrate On You                                 | #11            | -              | The Complete Dinah Washington |
| 1955  | If It's the Last Thing I Do                          | #13            | -              | In Love                       |
| 1955  | That's All I Want From You                           | #8             | -              | 50 Greatest Hits              |
| 1955  | You Might Have Told Me                               | #14            | -              | 50 Greatest Hits              |
| 1956  | I'm Lost Without You Tonight                         | #13            | -              | 50 Greatest Hits              |
| 1956  | Soft Winds                                           | #13            | -              | 50 Greatest Hits              |
| 1958  | Make Me a Present of You                             | #27            | -              | Dinah!                        |
| 1959  | Unforgettable                                        | #15            | #17            | The Complete Dinah Washington |
| 1959  | What a Diff'rence a Day Makes                        | #4             | #8             | What a Diff'rence a Day Makes |
| 1960  | Baby (You've Got What It Takes)                      | #1             | #5             | Two of Us                     |
| 1960  | Love Walked In                                       | #16            | #30            | Two of Us                     |
| 1960  | This Bitter Earth                                    | #1             | #24            | Golden Hits                   |
| 1960  | A Rockin' Good Way (To Mess Around and Fall In Love) | #1'#7'         | Two of Us      |                               |
| 1961  | September In the Rain                                | #5             | #23            | Greatest Hits Vol. 1          |
| 1962  | Cold, Cold Heart                                     | -              | #96            | The Ultimate Dinah Washington |
| 1962  | Where Are You?                                       | -              | #36            | Dinah '62                     |
| 1962  | You're a Sweetheart                                  | -              | #98            | In Love                       |
| 1962  | You're Nobody Till Somebody Loves You                | -              | #87            | Dinah '62'                    |